# Psilurus incurvus
Genre
Espèce
Psilurus incurvus, le psilure aristé, est une espèce de plantes monocotylédones de la famille des Poaceae, sous-famille des Pooideae, originaire de l'Ancien Monde. C'est l'unique espèce du genre Psilurus (genre monotypique).
Étymologie
Le nom générique Psilurus dérive de deux racines grecques, ψιλός (psilos), « nu » et οὐρά (ourá), « queue », en référence à l'aspect de l'inflorescence qui évoque une queue de rat.
L'épithète spécifique, incurvus, est un adjectif latin signifiant « courbé », en référence à la forme de l'inflorescence.

## Taxinomie
L'espèce Psilurus incurvus a été décrite pour la première fois par le botaniste français Antoine Gouan en 1762 dans Hortus Regius Monspeliensis sous le nom de Nardus incurva, et reclassée dans le genre Psilurus en 1913 dans Vierteljahrsschrift der Naturforschenden Gesellschaft in Zürich 58: 40. par les botanistes suisses Hans Schinz & Albert Thellung.

### Synonymes
Selon Catalogue of Life (17 septembre 2017) :
- Asprella aristata (L.) Kuntze
- Asprella nardiformis Host, nom. superfl.
- Nardus aristata L.
- Nardus incurva Gouan (basionyme)
- Nardus monandra (Cav.) Raspail
- Psilurus aristatus (L.) Duval-Jouve
- Psilurus aristatus f. hirtellus (Simonk.) Csürös
- Psilurus hirtellus Simonk.
- Psilurus incurvus var. hirtellus (Simonk.) Asch. & Graebn.
- Psilurus nardoides Trin., nom. superfl.
- Psilurus rottboellioides Griff.
- Rottboellia monandra Cav.

### Sous-espèces
Selon Tropicos (17 septembre 2017) (Attention liste brute contenant possiblement des synonymes) :
- Psilurus incurvus subsp. cristata
- Psilurus incurvus subsp. incurvus